# Pogonopygia
Pogonopygia là một chi bướm đêm thuộc họ Geometridae.